# Intercrus
Intercrus (HD 81688, 41 Lyncis) – gwiazda znajdująca się w gwiazdozbiorze Wielkiej Niedźwiedzicy, odległa od Ziemi o około 288 lat świetlnych. Jest to pomarańczowy olbrzym lub podolbrzym.
Krąży wokół niej jedna znana planeta, Arkas (HD 81688 b) odkryta w 2008 roku.

## Nazwa
Nazwa gwiazdy nie jest nazwą tradycyjną, została wyłoniona w publicznym konkursie w 2015 roku. Pochodzi ona z łaciny, oznacza „między nogami”, co jest odniesieniem do pozycji gwiazdy w gwiazdozbiorze Wielkiej Niedźwiedzicy. Nazwę tę zaproponował klub astronomiczny z Okayamy (Japonia). Oznaczenie Flamsteeda gwiazdy, 41 Lyncis, sugeruje że znajduje się ona w pobliskim gwiazdozbiorze Rysia; zostało ono nadane przed ustaleniem współczesnych granic gwiazdozbiorów.